# Lineair A

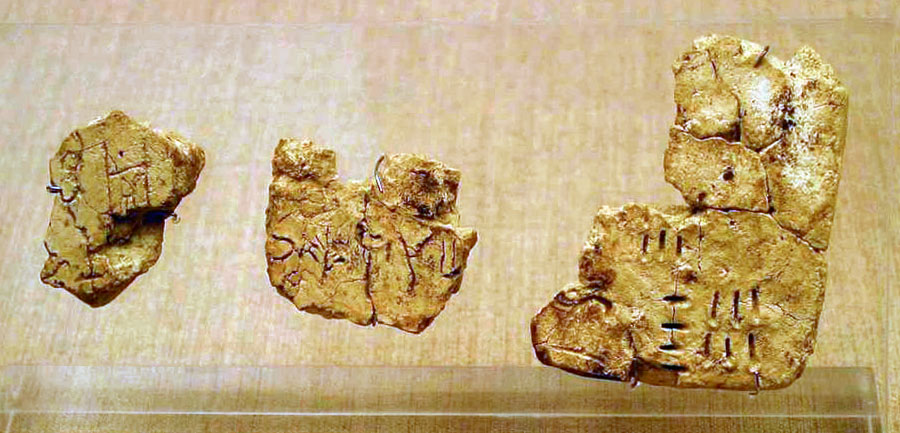
Tabletten met Lineair A gevonden in Santorini

Het Lineair A is een schrift dat ontwikkeld is door de Minoïsche beschaving op Kreta (3000 - 1370 v.Chr.). Het is het eerste Europese schrift. Het is nog steeds niet geheel ontcijferd, omdat men de taal niet kent. Het volledige corpus van Lineair A bedraagt niet meer dan 1400 inscripties, grotendeels van boekhoudkundige aard en stenografisch genoteerd.

## Ontstaan en gebruik
Aanvankelijk bestond het schrift als beeldschrift uit ideogrammen. Hierbij stelde elk teken een voorwerp, handeling of persoon voor; het doet denken aan Egyptische hiërogliefen. De tekens werden in klei gedrukt met stempels. Later werd het vervangen door het Lineair A dat met grote waarschijnlijkheid een lettergrepenschrift is.

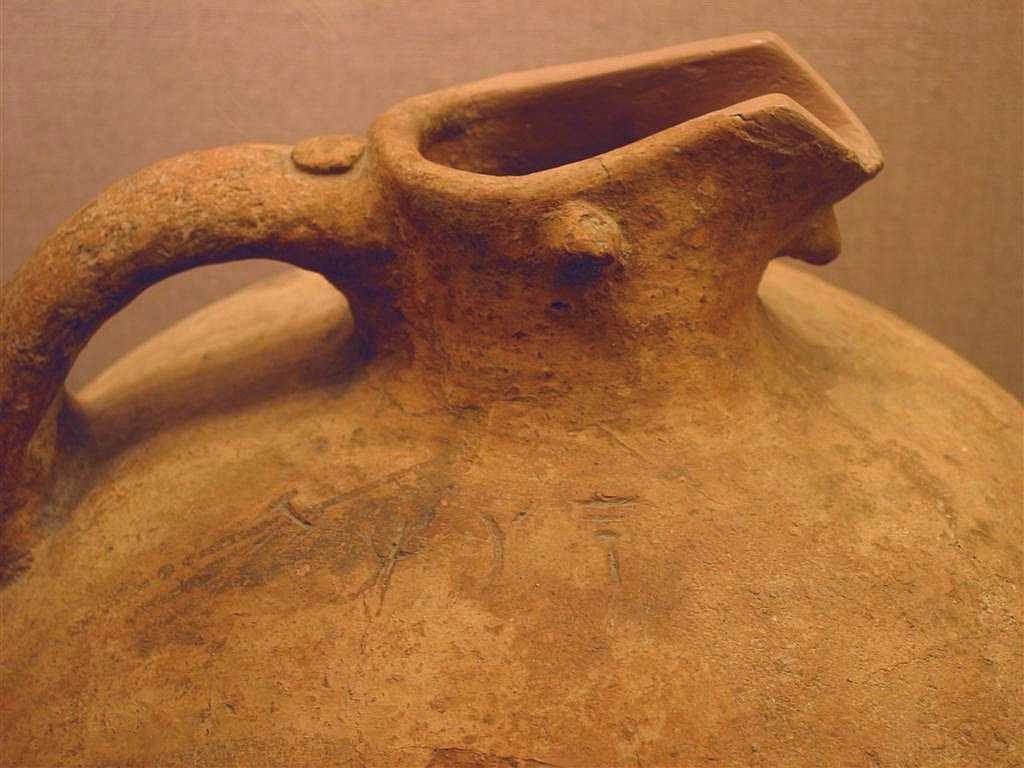
Lineair A-inscriptie op een kruik, afkomstig uit Akrotiri.

De Kretenzers maakten gebruik van het Lineair A om de administratie van het paleis bij te houden. Van veel van de ca. 90 schrifttekens is wel (bij benadering) de uitspraak bekend, omdat de vorm van die tekens bijna hetzelfde is als in het latere Lineair B, maar de taal (of mogelijk ook: talen) is geen Grieks (maar Prehelleens) en nog steeds een raadsel. De taal wordt gewoonlijk Minoïsch genoemd om het te onderscheiden van het veel latere Eteokretenzisch dat er wel of niet iets mee van doen kan hebben. Er zijn erg veel pogingen geweest het Minoïsch te ontcijferen en het aan andere talen te relateren, maar een consensus is er zeker niet.
Er zijn ook onderzoekers die zich niet wagen aan een identificatie of ontcijfering van de taal omdat het best mogelijk is dat het een om een isolaat gaat. Packard bijvoorbeeld concentreerde zich op de interne structuur van de woorden. Hij kende de klankwaarde van de overeenkomstige tekens van het Lineair B aan het Linear A toe, niet omdat het vaststaat dat deze hetzelfde geweest moet zijn, maar omdat

...zelfs specialisten het makkelijker zullen vinden KU.MI.NA.QE te onthouden dan 98-76-26-91.

Bijna 150 kleitabletten zijn gevonden bij Hagia Triada in zuidelijk Kreta, maar helaas zijn maar 30 daarvan compleet; de overige zijn brokstukken. Verder zijn er nog tabletten uit Knossos, Phaistos, Tylissos, Palaikastro, Kato Zakro, Arkhanes, Mirtos en een paar andere plaatsen.

### Semitische hypothese
Een van de mogelijkheden is dat de taal van het Lineair A tot de (West-)Semitische taalgroep behoort. Deze stelling is vooral door Cyrus H. Gordon verdedigd, in een reeks publicaties sinds 1956. Een feit is dat een aantal woorden waarvan we zowel de uitspraak, als uit de context de betekenis kennen, overeen lijkt te komen met gebruikelijke woorden in talen als het Hebreeuws of Fenicisch. Gordon beweerde voor zo'n twee dozijn woorden Semitische parallellen te kunnen aanwijzen.
Een voorbeeld is het woord "ku-lo" waarmee totalen van inventarisaties worden aangeduid: dit correspondeert met Semitisch "kull" ("kul", "kol") = "totaliteit, geheel". Maar zoals ons woord "totaal" ontleend is aan het Latijn, zo zou ook in het Lineair A het woord "ku-lo" een leenwoord kunnen zijn. Het gebruik van het woord bewijst dus niet dat de taal van het Lineair A Semitisch is, en de meeste deskundigen staan sceptisch tegenover Gordons hypothese.
Meer recent heeft de Nederlander Jan Best in een lange reeks publicaties geprobeerd de "Semitische oplossing" voor het Lineair A aannemelijk te maken. Hij identificeerde de taal van Lineair A als een Noordwest-Semitische taal. Best beargumenteerde aan de hand van geschiedkundige argumenten dat Kreta vanaf ca. 2000 v.Chr. een belangrijke doorgangsplaats was voor internationale handel tussen Europa, Egypte en de Levant, en voerde de tekeninventaris van het Lineair A terug op drie bronnen: de Egyptische hiërogliefen, authentieke Kretenzische tradities en het Assyrisch-Babylonisch spijkerschrift.
Onwetenschappelijk kan echter een lezing van een Lineair A-teken genoemd worden, dat Best afleidt van de Oudegyptische hieroglief van 'twee naar voren uitgestrekte armen' dat in de egyptologie standaard wordt gelezen als kꜢ. De ware uitspra(a)k(en) daarvan rond 2000 v.Chr. staat/staan niet vast, want vocalen werden niet weergegeven in het Oudegyptisch, maar waarschijnlijk klonk die als 'ko' of 'koe'; zeker zo in latere perioden, bijvoorbeeld in het woord hai-koe-pta(h) "tempel van de generatieve energie van de god Ptah (van Memfis)" (in het Ugaritisch weergegeven als hqpt) waarvan uiteindelijk het Griekse Ai-gy-ptos - dan als landsnaam, dus de naam Egypte, is afgeleid. Het van dezelfde stam kꜢ afgeleide woorddeel kꜢ- in het Oudegyptische samengestelde toponiem kꜢ-km "Zwarte Stier" wordt zo ook in het Grieks als Kochome weergegeven. Dit fonologisch gegeven van kꜢ gold, wanneer de oorspronkelijke betekenis van het Egyptische ideogram ten minste overeenkwam met of nauw gelieerd bleef met het beeldteken kꜢ. Werd ditzelfde Egyptische teken echter als fonogram geschreven in bijvoorbeeld uitheemse in Egypte gebruikte woorden, dan kon de klank ervan alle vocale kanten opgaan: ke, ki, ko, koe, ka. Toch leest Best het volgens hem op Kreta overgenomen Egyptische teken zonder enige twijfel en uitleg als de ene Lineair A-lettergreep met vaste uitspraak ka. Ook leest Best '(de Egyptische god) Re' voor het Kretenzisch teken van een 'lotus' (als het al een lotusbloem is). Waarom nam men op Kreta dan niet het simpele Egyptische teken van de zonneschijf (een cirkel) over om die Egyptische godsnaam mee weer te geven?
Niet alleen de qua taalmateriaal spaarzame en voor een ontcijfering nauwelijks toereikende kleitabletten wist Best als Semitisch te interpreteren, hij slaagde er bovendien in de langere zogenaamde "Libation inscriptions" als Noordwest-Semitisch te interpreteren. Deze teksten zijn met name belangrijk, omdat ze in de regel complete zinnen vormen, waardoor de grammaticale eigenschappen van de taal gemakkelijker kunnen worden geanalyseerd.
Een hoofdprobleem bij de toetsing van een ontcijfering van het Lineair A is het geringe aantal teksten in dat schrift. Daardoor is intern bewijs moeilijk te vinden. Nieuwe hoop rijst, nu duidelijk is geworden dat in Byblos teksten zijn gevonden in een schrift dat vele tekens met het Lineair A gemeenschappelijk heeft en bovendien volgens de consensus van de geleerden eveneens Semitisch noteert. Mochten deze teksten inderdaad overtuigend als Semitisch geïnterpreteerd kunnen worden, dan kan met behulp van die teksten de geldigheid van de ontcijfering van het Lineair A door Jan G.P. Best bevestigd worden.
Jan Best publiceerde in 2009 in Ugarit-Forschungen dat hij het Byblosschrift eveneens had ontcijferd. Over het Lineair A zegt hij tegenwoordig dat het niet om ontcijfering maar om 'reconstructie' gaat.

### Indo-Europese hypothese
Een andere hypothese gaat uit van de connecties tussen Kreta en Klein-Azië. De Engelsman L.R. Palmer poneerde aan de hand van enkele gereconstrueerde woorden dat er een verband was met de taal van de Luwiërs uit Zuidwest-Anatolië. Zij spraken een Indo-Europese taal en hun gebied behoorde tot het Hettitische Rijk.

## Onderscheid met Lineair B
Het lineair lettergrepenschrift van de Kretenzers heet "Lineair A" om het te onderscheiden van dat van de Myceners of Achaeërs, dat behalve op Kreta voornamelijk ook op het Griekse vasteland werd gebruikt, het "Lineair B". Het Lineair B ontwikkelde zich, na de vestiging van de Myceners op Kreta, uit het Lineair A. De taal van dit Lineair B is Grieks.

## Tekens
| Tekens en nummering volgens E. Bennett. Het lezen van tekens is gebaseerd op analoga van Lineair B. | Tekens en nummering volgens E. Bennett. Het lezen van tekens is gebaseerd op analoga van Lineair B. | Tekens en nummering volgens E. Bennett. Het lezen van tekens is gebaseerd op analoga van Lineair B. | Tekens en nummering volgens E. Bennett. Het lezen van tekens is gebaseerd op analoga van Lineair B. | Tekens en nummering volgens E. Bennett. Het lezen van tekens is gebaseerd op analoga van Lineair B. | Tekens en nummering volgens E. Bennett. Het lezen van tekens is gebaseerd op analoga van Lineair B. | Tekens en nummering volgens E. Bennett. Het lezen van tekens is gebaseerd op analoga van Lineair B. | Tekens en nummering volgens E. Bennett. Het lezen van tekens is gebaseerd op analoga van Lineair B. | Tekens en nummering volgens E. Bennett. Het lezen van tekens is gebaseerd op analoga van Lineair B. | Tekens en nummering volgens E. Bennett. Het lezen van tekens is gebaseerd op analoga van Lineair B. | Tekens en nummering volgens E. Bennett. Het lezen van tekens is gebaseerd op analoga van Lineair B. | Tekens en nummering volgens E. Bennett. Het lezen van tekens is gebaseerd op analoga van Lineair B. |
| *01-*20                                                                                             | *01-*20                                                                                             | *21-*30                                                                                             | *21-*30                                                                                             | *31-*53                                                                                             | *31-*53                                                                                             | *54-*74                                                                                             | *54-*74                                                                                             | *76-*122                                                                                            | *76-*122                                                                                            | *123-*306                                                                                           | *123-*306                                                                                           |
| --------------------------------------------------------------------------------------------------- | --------------------------------------------------------------------------------------------------- | --------------------------------------------------------------------------------------------------- | --------------------------------------------------------------------------------------------------- | --------------------------------------------------------------------------------------------------- | --------------------------------------------------------------------------------------------------- | --------------------------------------------------------------------------------------------------- | --------------------------------------------------------------------------------------------------- | --------------------------------------------------------------------------------------------------- | --------------------------------------------------------------------------------------------------- | --------------------------------------------------------------------------------------------------- | --------------------------------------------------------------------------------------------------- |
| | DA *01                                                                                              | | QI *21                                                                                              | | SA *31                                                                                              | | WA *54                                                                                              | | *76                                                                                                 | | *123                                                                                                |
| | RO *02                                                                                              | | *21f                                                                                                | | *34                                                                                                 | | *55                                                                                                 | | KA *77                                                                                              | | *131a                                                                                               |
| | PA *03                                                                                              | | *21m                                                                                                | | TI *37                                                                                              | | PA3 *56                                                                                             | | QE *78                                                                                              | | *131b                                                                                               |
| | TE *04                                                                                              | | MI? *22                                                                                             | | E *38                                                                                               | | JA *57                                                                                              | | WO2? *79                                                                                            | | *131c                                                                                               |
| | *05                                                                                                 | | *22f                                                                                                | | PI *39                                                                                              | | SU *58                                                                                              | | MA *80                                                                                              | | *164                                                                                                |
| | NA *06                                                                                              | | *22m                                                                                                | | WI *40                                                                                              | | TA *59                                                                                              | | KU *81                                                                                              | | *171                                                                                                |
| | DI *07                                                                                              | | MU *23                                                                                              | | SI *41                                                                                              | | RA *60                                                                                              | | *82                                                                                                 | | *180                                                                                                |
| | A *08                                                                                               | | *23m                                                                                                | | KE *44                                                                                              | | O *61                                                                                               | | *85                                                                                                 | | *188                                                                                                |
| | S *09                                                                                               | | NE *24                                                                                              | | *45                                                                                                 | | JU *65                                                                                              | | *86                                                                                                 | | *191                                                                                                |
| | *10                                                                                                 | | RU *26                                                                                              | | *46                                                                                                 | | TA2 *66                                                                                             | | TWE *87                                                                                             | | *301                                                                                                |
| | *11                                                                                                 | | RE *27                                                                                              | | *47                                                                                                 | | KI *67                                                                                              | | *100/ *102                                                                                          | | *302                                                                                                |
| | ME *13                                                                                              | | I *28                                                                                               | | *49                                                                                                 | | TU *69                                                                                              | | *118                                                                                                | | *303                                                                                                |
| | QA2 *16                                                                                             | | *28b                                                                                                | | PU *50                                                                                              | | *70                                                                                                 | | *120                                                                                                | | *304                                                                                                |
| | ZA *17                                                                                              | | *29                                                                                                 | | DU *51                                                                                              | | MI *73                                                                                              | | *120b                                                                                               | | *305                                                                                                |
| | ZO *20                                                                                              | | NI *30                                                                                              | | *53                                                                                                 | | ZE *74                                                                                              | | *122                                                                                                | | *306                                                                                                |